# Edward Theodore Compton

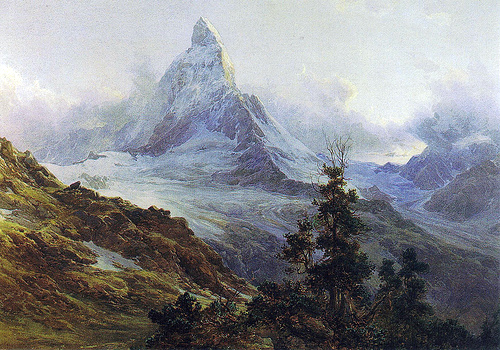
Monte Cervino (1879)

Edward Theodore Comptom (Stoke Newington, 29 luglio 1849 – Feldafing, 22 luglio 1921) è stato un alpinista, pittore e artista tedesco, di origine inglese, è ben noto per i suoi dipinti e disegni di paesaggi alpini e come alpinista ha effettuato 300 importanti ascensioni, comprese non meno di 27 prime ascensioni.

## Biografia

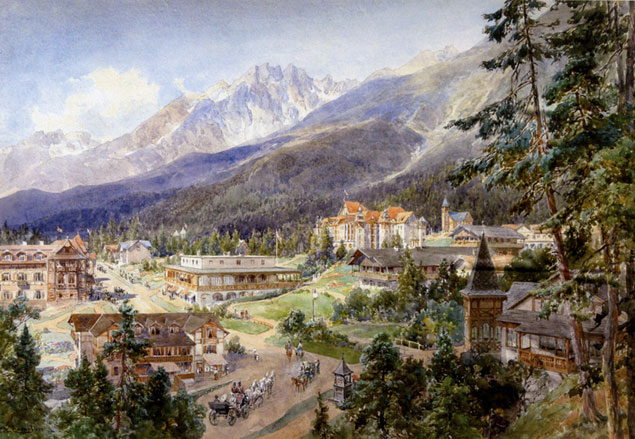
Starý Smokovec sui monti Tatra (1890)

Compton è nato a Stoke Newington a Londra, figlio di Theodore Compton, un agente assicurativo amante dell'arte,  ed è cresciuto in una famiglia quacchera profondamente religiosa . Frequentò la Sidcot School dal 1861 al 1864 e varie scuole d'arte, tra cui, per un certo periodo, la Royal Academy di Londra, ma per il resto fu prevalentemente un autodidatta.
Nel 1867, desiderando la migliore istruzione per il figlio artisticamente talentuoso e a causa dell'alto costo della scuola in Inghilterra, la famiglia decise di emigrare in Germania stabilendosi a Darmstadt. La città a quel tempo era la sede del Granducato d'Assia sotto il Granduca Ludovico III di Baviera e lì era sorta una comunità di artisti. Le voci nel diario di Compton mostrano che sia lui che suo padre erano insegnanti d'arte: Alice, la principessa d'Assia era annoverata tra gli studenti di Edoardo.
Tra il 1867 e il 1868 Compton visitò le aree tedesche della Renania, della Mosella e dell'Eifel, realizzando numerosi schizzi. Nel luglio 1868, l'intera famiglia Compton si recò nell'Oberland Bernese, lo scenario alpino incontrato durante questo viaggio, in particolare la vista delle vette dell'Eiger, del Mönch e della Jungfrau, ispirò Edward a diventare un pittore di montagna.  Nel 1869 Compton viveva a Monaco di Baviera e due anni dopo espose per la prima volta le sue opere al Glaspalast.
Nel 1872 sposò Auguste Plotz e per due anni viaggiarono attraverso il Tirolo, la Carinzia, l'Italia e la Svizzera. Dal 1874 la coppia si stabilì a Feldafing sul lago di Starnberg, costruendovi una confortevole casa chiamata Villa Compton.
Negli anni successivi Compton viaggiò sulle montagne dell'Austria, della Scandinavia, del Nord Africa, della Corsica e della Spagna, registrando le sue impressioni in una varietà di dipinti ad olio, acquerelli e disegni a inchiostro. Sebbene predominassero le scene alpine, Compton visitò e disegnò anche altre aree come gli Alti Tatra nell'Europa orientale, le Highlands scozzesi, le Ebridi, le Isole Lofoten e Capo Nord in Norvegia e le Ande colombiane .
Nel 1880 Compton divenne membro della Royal Academy di Londra.  Oltre alla sua attività di pittore divenne noto anche come illustratore di libri per l'Associazione alpina tedesca e austriaca (DAV) con titoli come "In alta montagna" di Emil Zsigmondy (1889), "A proposito di Fels e Firn " di H. Hess (1901) e "L'alpinismo in immagini" di Alfred Steinitzer (1913).  In Inghilterra era anche richiesto come illustratore fornendo immagini per una serie di titoli.

## Carriera alpinistica

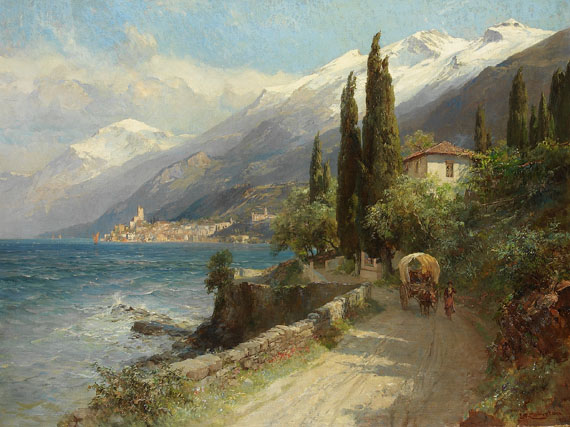
Malcesine sul Lago di Garda Monte Baldo (1913)

Nel 1909 Compton accompagnò il suo amico alpinista Karl Blodig in numerose escursioni sul Silvretta. Durante la prima guerra mondiale fu invitato dall'esercito austriaco a dipingere dal fronte della montagna ma gli fu proibito dall'Alto Comando bavarese. Fu escluso anche dall'Associazione degli artisti di Monaco perché inglese.
Oltre alla sua arte, Compton era anche un eccellente scalatore , apprezzato da Blodig per la sua "brillante abilità alpinistica su ghiaccio e roccia, la sua perseveranza davvero ammirevole, la sua inesauribile pazienza nel sopportare le difficoltà". Fu membro dell'esclusivo Club Alpino e dell'Associazione alpina tedesca e austriaca (DAV).
Tra le sue salite degne di nota si ricorda: Torre di Brenta scalata per la prima volta nel 1882, "Sfulmini per l’incupimento del paesaggio nei giorni frequenti di temporale, ma anche per le guglie ardite che sembravano lance puntate contro il cielo, sfide quasi sovrannaturali, paragonabili all’Ossian" annotava per i lettori dell’"Alpine Journal"; Cima Brenta, salita per la prima volta dalla parete sud nel 1882; Aiguille Blanche de Peuterey (salita nel 1905 con Karl Blodig); Grossglockner, scalato all'età di 70 anni! Compton morì a Feldafing il 22 luglio 1921, all'età di 72 anni. Anche suo figlio Edward Harrison Compton e la figlia Dora Compton erano pittori di montagna. L'altra sua figlia Marion era una pittrice di fiori e nature morte. In suo onore un rifugio del club alpino nelle Alpi della Gailtal è stato chiamato E.T.Compton-Hütte.

## Arte e influenza

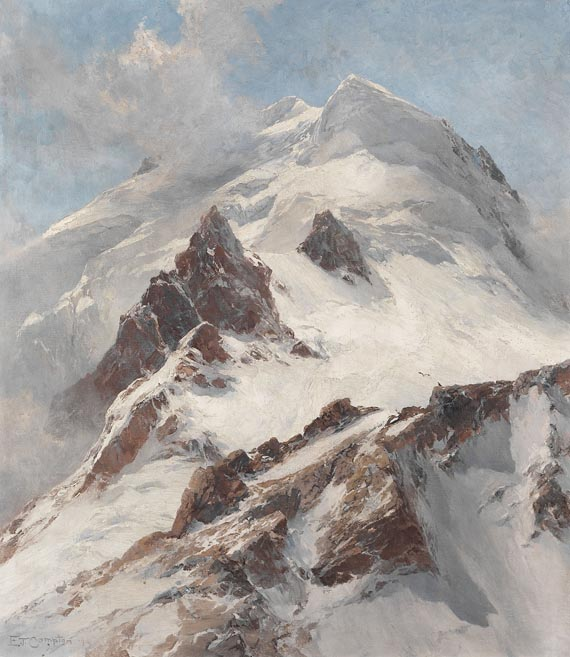
Piz Morteratsch, Blick von der Fuorcla Boval auf die Nordflanke (1914)

Inizialmente dipingendo secondo la tradizione romantica inglese, Compton sviluppò in seguito una rappresentazione più realistica della natura, lasciandosi guidare dalle sue vere idee artistiche pur mantenendo l'accuratezza topografica. Anche i suoi primi acquerelli mostrano la grande importanza della luminosità e della luce e il suo lavoro è notevole anche per la rappresentazione di elementi come l'acqua e l'aria, comprese la foschia ascendente e la nebbia. Può essere considerato un impressionista .
Sebbene Compton non abbia mai avuto un'educazione artistica formale e non abbia fondato una scuola, ha influenzato artisti come Ernst Platz e Karl Arnold , nonché suo figlio Edward Harrison Compton e la figlia Dora Compton .

## Libri illustrati da Compton
- Knight, Francis A. Per vie frondose - Brevi studi dal libro della natura (Roberts Bros., 1890).
- Knight, Francis A. Idilli del campo (Roberts Bros., 1890).
- Vari. Il pittoresco Mediterraneo , Vol 1 , Vol 2 (Cassell, 1890).
- Compton, Theodore & Morgan, CL A Mendip Valley, i suoi abitanti e dintorni (Edward Stanford, 1892).
- Compton, William Cookworthy. Settima campagna di Cesare in Gallia, 52 a.C. (George Bell e figli, 1907).
- Baillie-Grohman, W. A & Compton, EH Germania (A & C Black, 1912).